# Бренден, Хальгейр
Хальгейр Бренден (норв. Hallgeir Brenden; 10 февраля 1929 года, Трюсиль — 21 сентября 2007 года, Лиллехаммер) — норвежский лыжник, двукратный олимпийский чемпион. 
На Олимпиаде-1952 в Осло завоевал золото в гонке на 18 км и серебро в эстафете.
На Олимпиаде-1956 в Кортина-д’Ампеццо стал олимпийским чемпионом в гонке на 15 км, кроме того, был 14-м в гонке на 30 км и 4-м в эстафете.
На Олимпиаде-1960 в Скво-Вэллие завоевал серебро в эстафете, а также занял 12-е место в гонке на 15 км, 9-е место в гонке на 30 км и 9-е место в гонке на 50 км.
Лучший результат Брендена на чемпионатах мира, 4-е места в эстафетах чемпионатах 1954, 1958 и 1962 годов.
Кроме лыжных гонок, Бренден успешно выступал в легкоатлетических турнирах, специализируясь в беге на 3000 метров с препятствиями. В 1953 и 1954 году он два раз подряд побеждал в этой дисциплине на чемпионатах Норвегии, и стал первым норвежцем, показавшим результат лучше 9 минут.
В родном городе Брендена ему в 2002 году был открыт памятник.